# Lathrostizus punctipes
Lathrostizus punctipes är en stekelart som först beskrevs av Thomson 1887.  Lathrostizus punctipes ingår i släktet Lathrostizus och familjen brokparasitsteklar. Arten är reproducerande i Sverige. Inga underarter finns listade i Catalogue of Life.